# MLS Golden Boot
De Major League Soccer Golden Boot is een Amerikaanse individuele voetbalprijs van de Major League Soccer, die in 2005 werd ingesteld. De prijs wordt uitgereikt aan de speler die de meeste doelpunten maakt tijdens het reguliere seizoen. De prijs vervangt de MLS Scoring Champion Award, die was ingevoerd in 1996. Als twee spelers evenveel doelpunten hebben gemaakt dan wint de speler met de meeste assists. De prijs is momenteel gesponsord door Audi.

## Winnaars
| Seizoen | Winnaar                     | Club                   | Statistieken | Statistieken | Statistieken |
| Seizoen | Winnaar                     | Club                   | D.           | W.           | G.           |
| ------- | --------------------------- | ---------------------- | ------------ | ------------ | ------------ |
| 2005    | Taylor Twellman             | New England Revolution | 17           | 25           | 0.68         |
| 2006    | Jeff Cunningham             | Real Salt Lake         | 16           | 31           | 0.52         |
| 2007    | Luciano Emilio              | D.C. United            | 20           | 29           | 0.69         |
| 2008    | Landon Donovan              | LA Galaxy              | 20           | 25           | 0.80         |
| 2009    | Jeff Cunningham (2)         | Dallas                 | 17           | 28           | 0.61         |
| 2010    | Chris Wondolowski           | San Jose Earthquakes   | 18           | 28           | 0.64         |
| 2011    | Dwayne De Rosario           | D.C. United            | 16           | 33           | 0.48         |
| 2012    | Chris Wondolowski (2)       | San Jose Earthquakes   | 27           | 32           | 0.84         |
| 2013    | Camilo Sanvezzo             | Vancouver Whitecaps    | 22           | 32           | 0.69         |
| 2014    | Bradley Wright-Phillips     | New York Red Bulls     | 27           | 32           | 0.84         |
| 2015    | Sebastian Giovinco          | Toronto                | 22           | 33           | 0.67         |
| 2016    | Bradley Wright-Phillips (2) | New York Red Bulls     | 24           | 34           | 0.71         |
| 2017    | Nemanja Nikolić             | Chicago Fire           | 24           | 33           | 0.73         |
| 2018    | Josef Martínez              | Atlanta United         | 31           | 34           | 0.91         |
| 2019    | Carlos Vela                 | Los Angeles            | 34           | 31           | 1.10         |
| 2020    | Diego Rossi                 | Los Angeles            | 14           | 19           | 0.74         |
| 2021    | Taty Castellanos            | New York City          | 19           | 32           | 0.59         |
| 2022    | Hany Mukhtar                | Nashville              | 23           | 33           | 0.70         |
| 2023    | Denis Bouanga               | Los Angeles            | 20           | 31           | 0.65         |
| 2024    | Christian Benteke           | D.C. United            | 23           | 30           | 0.77         |
| 2025    |                             |                        |              |              |              |

## Statistieken

### Spelers met meerdere titels
| Speler                  | T. | Jaren kampioen |
| ----------------------- | -- | -------------- |
| Bradley Wright-Phillips | 2  | 2014, 2016     |
| Chris Wondolowski       | 2  | 2010, 2012     |
| Jeff Cunningham         | 2  | 2006, 2009     |

### Aantal titels per club
| Team                   | T. | Jaren kampioen   |
| ---------------------- | -- | ---------------- |
| Los Angeles            | 3  | 2019, 2020, 2023 |
| D.C. United            | 3  | 2007, 2011, 2024 |
| New York Red Bulls     | 2  | 2014, 2016       |
| San Jose Earthquakes   | 2  | 2010, 2012       |
| Nashville              | 1  | 2022             |
| New York City          | 1  | 2021             |
| Atlanta United         | 1  | 2018             |
| Chicago Fire           | 1  | 2017             |
| Toronto                | 1  | 2015             |
| Vancouver Whitecaps    | 1  | 2013             |
| Dallas                 | 1  | 2009             |
| LA Galaxy              | 1  | 2008             |
| Real Salt Lake         | 1  | 2006             |
| New England Revolution | 1  | 2005             |

### Aantal titels per nationaliteit
| Nationaliteit    | T. | Jaren kampioen                     |
| ---------------- | -- | ---------------------------------- |
| Verenigde Staten | 6  | 2005, 2006, 2008, 2009, 2010, 2012 |
| Engeland         | 2  | 2014, 2016                         |
| Brazilië         | 2  | 2007, 2013                         |
| België           | 1  | 2024                               |
| Frankrijk        | 1  | 2023                               |
| Duitsland        | 1  | 2022                               |
| Argentinië       | 1  | 2021                               |
| Uruguay          | 1  | 2020                               |
| Mexico           | 1  | 2019                               |
| Venezuela        | 1  | 2018                               |
| Hongarije        | 1  | 2017                               |
| Italië           | 1  | 2015                               |
| Canada           | 1  | 2011                               |